# Festival de Pâques de Salzbourg
Le Festival de Pâques de Salzbourg (Salzburger Osterfestspiele) est un festival d'opéra et de musique classique créé en 1967 par le chef d'orchestre autrichien Herbert von Karajan, et qui a lieu tous les ans au temps de Pâques à Salzbourg (Autriche).
Il est très intimement lié à l'Orchestre philharmonique de Berlin, qui en assure tous les concerts et ne se produit en fosse qu'à cette occasion, et est également associé au Festival de Salzbourg, dont il est indépendant mais avec qui il partage le Grand Palais des festivals et coproduit certains opéras.

## Historique

### Origines
Le Festival de Pâques de Salzbourg est né de la volonté du chef d'orchestre Herbert von Karajan d'établir un mode de production d'opéra grâce auquel il pourrait contrôler chaque aspect de la représentation. En désaccord artistique profond avec Wieland Wagner au Festival de Bayreuth, il renonce en 1952 à s'y produire, après deux saisons seulement. En 1957, il devient directeur de l'Opéra d'État de Vienne, où il montera plusieurs opéras de Richard Wagner (L'Anneau du Nibelung, Tannhäuser, Parsifal), mais la mauvaise organisation de l'Opéra (grèves, conflits internes, problèmes de coordination, etc.) perturbent ses activités et le poussent en 1964 à rejoindre la longue série des directeurs démissionnaires, étant tout de même resté en poste vingt jours de moins que Gustav Mahler, détenteur du record.
Il prend la décision de ne plus diriger de maison d'opéra traditionnelle, mais ne renonce pas à trouver un endroit susceptible de lui permettre de monter les grands opéras de son répertoire, et en premier lieu ceux de Wagner, dans les meilleures conditions possibles et avec le contrôle total de la production. Il songe d'abord au Grand Théâtre de Genève, mais en 1965, pendant une répétition de la scène de la révolution de Boris Godounov au Grand Palais des festivals de Salzbourg, il prend conscience face à la large scène que cette salle correspond aux besoins de son projet.
Karajan a à de nombreuses reprises raconté que le budget du premier festival a été établi dans un avion de Genève à Stockholm, en compagnie du directeur artistique de ses enregistrements, Michel Glotz, avec une marge d'erreur de cinq mille dollars seulement. Une société est créée le 24 mars 1966 ; elle ne doit recevoir aucune subvention et se financer par sa billetterie et par le mécénat, Karajan lui-même ne recevant aucun salaire.
Voir la section Statut et financement.
La création du Festival de Pâques de Salzbourg est annoncée lors d'une conférence de presse pendant les Berliner Festwochen 1966. Le premier festival doit avoir lieu l'année suivante, avec une Walkyrie de Wagner qui marquera le début d'un Anneau du Nibelung sur quatre saisons.

### L'ère Karajan
Dès ses premières années, l'opération est un succès, et attire une élite internationale et habituée des grands festivals. Le festival s'ouvre la veille du dimanche des Rameaux avec une représentation de l'opéra, et se termine le lundi de Pâques. Il est organisé en deux cycles identiques, chaque cycle comprenant deux concerts symphoniques, une grande œuvre chorale, et une représentation de l'opéra. Une troisième représentation de l'opéra est parfois donnée hors cycle.
Le festival reste centré sur Herbert von Karajan. Karajan, dans sa ville natale, à proximité de laquelle il habite, dans une salle dont il a influencé la conception, avec l'orchestre dont il est directeur musical à vie, avec des chanteurs choisis par lui, dans sa propre mise en scène, dirige des productions d'opéra dont il contrôle chaque aspect. Son biographe Roger Vaughan rapport qu'il « distribue en personne les chanteurs, dirige le plateau, s'occupe des éclairages, supervise jusqu'aux étoffes et couleurs des costumes, organise les effets spéciaux. Pour Joachim Kaiser, critique munichois qui suit Karajan depuis toujours, "c'est un miracle qu'il ne vende pas les billets et ne place pas les gens". Il s'agit d'un one man show, qui a été conçu comme tel. »

#### Les opéras
Le Ring de 1967–1970, enregistré par Deutsche Grammophon, se fait une bonne place dans les discographies ; on a qualifié de « tétralogie de chambre » ces enregistrements dans lesquels Karajan s'efforce d'alléger la masse orchestrale et de laisser respirer les chanteurs. Certaines voix ont fait date, d'autres ont été critiquées pour leur difficulté à remplir le rôle : Jon Vickers était Siegmund, Martti Talvela était Hunding, Gundula Janowitz Sieglinde et Gutrun, Thomas Stewart et Dietrich Fischer-Dieskau Wotan, Régine Crespin et Helga Dernesch Brünnhilde, Josephine Veasey Fricka, Gerhard Stolze Loge, Zoltán Kelemen Alberich, Karl Ridderbusch Fafner et Hagen, Jess Thomas et Helge Brilioth Siegfried.
La programmation de cette période est dominée par Wagner, dont tous les opéras seront montés – sauf Tannhäuser, faute d'un chanteur adéquat pour le rôle-titre :
- En 1972, Tristan et Isolde, avec Jon Vickers en Tristan, Helga Dernesch en Isolde, Karl Ridderbusch en Marke, Walter Berry en Kurwenal et Christa Ludwig en Brangäne.
- En 1974, Les Maîtres Chanteurs de Nuremberg, avec Karl Ridderbusch en Sachs, René Kollo en Walter, Peter Schreier en David et Gundula Janowitz en Eva.
- En 1976, Lohengrin, avec Karl Ridderbusch en Henri l'Oiseleur, René Kollo en Lohengrin, Anna Tomowa-Sintow en Elsa et Siegmund Nimsgern en Telramund.
- En 1980, Parsifal, avec Peter Hofmann en Parsifal, José van Dam en Amfortas, Kurt Moll en Gurnemanz et Gottfried Hornik (de) en Klingsor.
- En 1982, Le Vaisseau fantôme, avec José van Dam en Hollandais.

S'y joignent quelques Verdi et Puccini, ainsi que l'unique opéra de Beethoven :
- En 1971, Fidelio de Beethoven, avec Jon Vickers en Florestan, Helga Dernesch en Leonore, José van Dam en Fernando, Zoltán Kelemen en Don Pizarro, Karl Ridderbusch en Rocco et Edith Mathis en Marzelline.
- En 1975, La Bohème de Puccini, avec Luciano Pavarotti en Rodolfo et Mirella Freni en Mimi.
- En 1977, Le Trouvère de Verdi, avec Piero Cappuccilli en Luna, Leontyne Price en Leonore, Fiorenza Cossotto en Azucena et José van Dam en Ferrando.
- En 1979, Don Carlos de Verdi, avec José Carreras en Don Carlo, Nicolai Ghiaurov en Philippe II, Piero Cappuccilli en Rodrigue, José van Dam en Charles Quint, Mirella Freni en Élisabeth de Valois et Agnes Baltsa en Eboli.

Dans les dernières années sont montés des opéras populaires :
- En 1985, Carmen de Bizet, avec Agnes Baltsa en Carmen, José Carreras en José, José van Dam en Escamillo et le Ballet espagnol de Madrid.
- En 1987, Don Giovanni de Mozart, avec Samuel Ramey en Giovanni, Ferruccio Furlanetto en Leporello, Anna Tomowa-Sintow en Anna, Julia Varady en Elvira et Kathleen Battle en Zerlina.
- Eb 1988, Tosca de Puccini, avec Fiamma Izzo d'Amico en Tosca, Luis Lima en Cavaradossi et Franz Grundheber en Scarpia.

Jusqu'à sa mort en 1989, Karajan signe toutes les mises en scène – à l'exception de La Bohème de 1975, par Franco Zeffirelli, et du Don Giovanni de 1987, par Michael Hampe (de). Les décors sont réalisés par son décorateur attitré, Günther Schneider-Siemssen, et les costumes par Georges Wakhevitch. Ses mises en scène sont généralement littérales, ou au mieux esthétisantes ; Karajan rejette toute réinterprétation ou tout radicalisme, qu'il considère comme une dénaturation de l'œuvre, et s'en tient aux indications du compositeur. Dans la querelle classique du monde lyrique sur le prédominance de la musique ou du théâtre, il tranche nettement en faveur de la musique, dont doit naître la mise en scène ; la direction d'acteurs est sobre, voire statique : « On obtient le calme et la concentration sur la musique, en écartant le superflu. Et que peut-il y avoir de plus important, dans un opéra, que de se concentrer sur la musique ? » Certains décors néoromantiques – le Ring, Parsifal – font un pas vers le dépouillement intemporel de Wieland Wagner à Bayreuth, dont Karajan est cependant très critique ; d'autres – Carmen, Les Maîtres Chanteurs – tentent de reconstituer avec réalisme le lieu historique de l'action.

#### Les concerts
Les concerts symphoniques reflètent les programmes de la saison de l'Orchestre philharmonique de Berlin et reprennent les grandes œuvres du répertoire de Karajan, avec Bach, Mozart, Beethoven, Brahms, Dvořák, Tchaïkovski, Bruckner, Stauss, et jusqu'à Debussy, Ravel, Bartók ou Stravinsky. Lorsque Karajan fait entrer Mahler à son répertoire dans les années 1970, les symphonies répétées à l'automne et présentées à la Philharmonie de Berlin en janvier ou février sont reprises au Festival de Pâques.
L'œuvre chorale mise au programme chaque année est une grande œuvre populaire tirée des répertoires baroque, classique ou romantique, comme la Messe en si mineur (1974) ou la Passion selon Matthieu (1977) de Bach, La Création de Haydn (1969, 1981), la Missa solemnis (1967, 1979) ou la Neuvième Symphonie (1984) de Beethoven, Un Requiem allemand de Brahms (1968, 1978, 1983, 1988), le Requiem de Verdi (1976, 1989). Sa programmation est souvent l'occasion d'un enregistrement. Le chœur invité est la plupart du temps le Singverein der Gesellschaft der Musikfreunde in Wien.
Dans les années 1980, Karajan, malade et fatigué, partage les concerts avec un chef invité, Klaus Tennstedt en  1984, Riccardo Chailly en 1985, Carlo Maria Giulini en 1986 et 1987, Kurt Masur en 1988 et Georg Solti en 1989.

#### Mode de production
Le travail pour chaque production afin de permettre aux chanteurs et aux musiciens de se préparer avec beaucoup d'avance et dans les meilleures conditions possibles. Les chanteurs se réunissent à Berlin en décembre et répètent l'opéra qu'ils chanteront à Pâques, les premières années à la Jesus-Christus-Kirche, plus tard à la Philharmonie de Berlin. Un enregistrement est réalisé dans la foulée, avec tout le soin que permet l'avance ; parfois il aura même été réalisé plus d'un an auparavant, la distribution étant reprise pour la production scénique.
Orchestre et chanteurs se retrouvent à Salzbourg peu de temps avant le début du Festival et répètent la mise en scène, tout en reprenant et en perfectionnant le travail purement musical fait quelques mois auparavant. Ils sont obligés par contrat de rester à Berlin pendant les répétitions musicales et à Salzbourg pendant les répétitions scéniques.
Ce système cumule plusieurs avantages :
- L'interprétation de Pâques bénéficie de la perfection d'un enregistrement en studio, rarement atteinte lors de la première soirée d'une production si l'enregistrement a lieu après la période des représentations. Karajan procédera de même à Berlin pour des œuvres orchestrales, qu'il enregistrait avant de les programmer en concert.
- La période de préparation plus longue permet au chanteur de retravailler leur rôle et se corriger. De plus, ils se concentrent en décembre sur la musique et au printemps sur leur jeu.
- Entretemps, ils peuvent se préparer en écoutant les bandes de l'enregistrement plutôt qu'avec un répétiteur au piano, facteur d'incertitude.
- L'enregistrement est monté dans les premières semaines de l'année et peut être mis en vente à Pâques, le coffret et le festival bénéficiant ainsi d'une publicité réciproque.
- Une partie des frais de répétition de la production est prise en charge par la maison de disques.

Certains opéras seront des coproductions, par exemple avec le Metropolitan Opera de New York pour La Walkyrie de 1967 et L'Or du Rhin de 1968.

### Le renouvellement avec Abbado et Rattle
Après la mort de Karajan en juillet 1989, s'ouvre un interrègne de quatre années. Kurt Masur dirige Fidelio en 1990, le Gewandhausorchester Leipzig remplaçant exceptionnellement les Philharmoniker, et Bernard Haitink Les Noces de Figaro en 1991. Georg Solti est brièvement directeur artistique de 1992 à 1993, et dirige La Femme sans ombre et Falstaff.
En 1994, Claudio Abbado, qui a succédé à Karajan à la tête de l'Orchestre philharmonique de Berlin en 1990, devient directeur artistique du Festival et réunit ainsi les deux fonctions. Sous sa direction, la programmation perd son tropisme wagnérien et s'ouvre à l'opéra du XXe siècle (Elektra, Wozzeck) et à l'opéra russe (Boris Godunov) ; Wagner ne reviendra qu'en 1999 avec un Tristan. Abbado crée également Kontrapunkte (« Contrepoints »), des concerts de musique de chambre contemporaine liés thématiquement au reste de la programmation et donnés dans la grande salle du Mozarteum. Il conclut sa décennie avec Parsifal en 2002.
Le festival s'ouvre également en termes de mise en scène, avec Peter Stein, Götz Friedrich ou Herbert Wernicke.
Simon Rattle, ayant pris en 2002 la succession d'Abbado à Berlin, le remplace également à Salzbourg, où il débute en 2003 avec un Fidelio mis en scène par Nikolaus Lehnhoff. Après Così fan tutte en 2004 et Peter Grimes en 2005, il programme en 2006 Pelléas et Mélisande, mis en scène par Stanislas Nordey.
En 2007–2010, quarante ans après le Ring fondateur de Karajan, il devrait diriger L'Anneau du Nibelung, dans une mise en scène de Stéphane Braunschweig. Sont notamment annoncés Willard White en Wotan, Ben Heppner en Siegfried et Katarina Dalayman en Brünnhilde. La production, particulièrement lourde et coûteuse, sera partagée avec le Festival international d'art lyrique d'Aix-en-Provence, où les spectacles auront été créés l'été précédent, avec les Philharmoniker en fosse et Rattle au pupitre. La première de L'Or du Rhin, le 2 juillet 2006, a été bien accueillie par la critique, tant du point de vue musical que pour la mise en scène.
À partir de 2005, chaque festival inclut un concert par un orchestre de jeunes à la Salzburgarena, une salle de spectacles de six mille sept cents places, susceptible d'accueillir un public plus jeune que les habitués du Grand Palais des festivals. Après le Gustav Mahler Jugendorchester dirigé par Franz Welser-Möst en 2005, l'Orchestre des jeunes de l'Union européenne, dirigé par Vladimir Ashkenazy, est invité en 2006.

## Statut et financement
Le festival est une société à responsabilité limitée (Gesellschaft mit beschränkter Haftung), la Salzburger Osterfestspiele G.m.b.H., fondée le 24 mars 1966.
Il ne reçoit aucune subvention, et se finance par sa billetterie et par le mécénat de la Verein der Förderer der Osterfestspiele in Salzburg (Association des mécènes du Festival de Pâques à Salzbourg), à laquelle les abonnés doivent adhérer et grâce à laquelle ils bénéficient notamment d'une priorité de réservation.

## Opéras programmés
| Année                           | Opéra                                             | Compositeur                                       | Mise en scène                                     | Direction           | Parution |
| ------------------------------- | ------------------------------------------------- | ------------------------------------------------- | ------------------------------------------------- | ------------------- | -------- |
| DIRECTION D’HERBERT VON KARAJAN |                                                   |                                                   |                                                   |                     |          |
| 1967                            | Die Walküre                                       | Wagner                                            | Herbert von Karajan                               | Herbert von Karajan | DG       |
| 1968                            | Das Rheingold                                     | Wagner                                            | idem                                              | idem                | DG       |
| 1969                            | Siegfried                                         | Wagner                                            | idem                                              | idem                | DG       |
| 1970                            | Götterdämmerung                                   | Wagner                                            | idem                                              | idem                | DG       |
| 1971                            | Fidelio                                           | Beethoven                                         | idem                                              | idem                | EMI      |
| 1972                            | Tristan und Isolde                                | Wagner                                            | idem                                              | idem                | EMI      |
| 1973                            | Reprises de L'Or du Rhin (1968) et Tristan (1972) | Reprises de L'Or du Rhin (1968) et Tristan (1972) | Reprises de L'Or du Rhin (1968) et Tristan (1972) | idem                |          |
| 1974                            | Die Meistersinger von Nürnberg                    | Wagner                                            | idem                                              | idem                | –        |
| 1975                            | La Bohème                                         | Puccini                                           | Franco Zeffirelli                                 | idem                | Decca    |
| 1976                            | Lohengrin                                         | Wagner                                            | Herbert von Karajan                               | idem                | –        |
| 1977                            | Il Trovatore                                      | Verdi                                             | idem                                              | idem                | EMI      |
| 1978                            | Reprise du Trouvère (1977) et de Fidelio (1971)   | Reprise du Trouvère (1977) et de Fidelio (1971)   | Reprise du Trouvère (1977) et de Fidelio (1971)   | idem                |          |
| 1979                            | Don Carlos                                        | Verdi                                             | idem                                              | idem                | EMI      |
| 1980                            | Parsifal                                          | Wagner                                            | idem                                              | idem                | DG       |
| 1981                            | Reprise de Parsifal (1980)                        | Reprise de Parsifal (1980)                        | Reprise de Parsifal (1980)                        | idem                |          |
| 1982                            | Der fliegende Holländer                           | Wagner                                            | idem                                              | idem                | EMI      |
| 1983                            | Reprise du Vaisseau fantôme (1982)                | Reprise du Vaisseau fantôme (1982)                | Reprise du Vaisseau fantôme (1982)                | idem                |          |
| 1984                            | Reprise de Lohengrin (1976)                       | Reprise de Lohengrin (1976)                       | Reprise de Lohengrin (1976)                       | idem                |          |
| 1985                            | Carmen                                            | Bizet                                             | idem                                              | idem                | DG       |
| 1986                            | Reprise de Don Carlo (1979)                       | Reprise de Don Carlo (1979)                       | Reprise de Don Carlo (1979)                       | idem                |          |
| 1987                            | Don Giovanni                                      | Mozart                                            | Michael Hampe (de)                                | idem                | DG       |
| 1988                            | Tosca                                             | Puccini                                           | Herbert von Karajan                               | idem                | DG       |
| 1989                            | Reprise de Tosca (1988)                           | Reprise de Tosca (1988)                           | Reprise de Tosca (1988)                           | idem                |          |
| ANNÉES DE TRANSITION            |                                                   |                                                   |                                                   |                     |          |
| 1990                            | Fidelio                                           | Beethoven                                         | Peter Brenner (de)                                | Kurt Masur          | –        |
| 1991                            | Le Nozze di Figaro                                | Mozart                                            | Michael Hampe (de)                                | Bernard Haitink     | –        |
| 1992                            | Die Frau ohne Schatten                            | Strauss                                           | Götz Friedrich                                    | Georg Solti         | –        |
| 1993                            | Falstaff                                          | Verdi                                             | Luca Ronconi                                      | idem                | –        |
| DIRECTION DE CLAUDIO ABBADO     |                                                   |                                                   |                                                   |                     |          |
| 1994                            | Boris Godunov                                     | Moussorgski                                       | Herbert Wernicke                                  | Claudio Abbado      | Sony     |
| 1995                            | Elektra                                           | Strauss                                           | Lev Dodine                                        | idem                | –        |
| 1996                            | Otello                                            | Verdi                                             | Ermanno Olmi                                      | idem                | –        |
| 1997                            | Wozzeck                                           | Berg                                              | Peter Stein                                       | idem                | –        |
| 1998                            | Reprise de Boris Godounov (1994)                  | Reprise de Boris Godounov (1994)                  | Reprise de Boris Godounov (1994)                  | idem                |          |
| 1999                            | Tristan und Isolde                                | Wagner                                            | Klaus Michael Grüber                              | idem                | –        |
| 2000                            | Simon Boccanegra                                  | Verdi                                             | Peter Stein                                       | idem                | –        |
| 2001                            | Falstaff                                          | Verdi                                             | Declan Donnellan                                  | idem                | DG       |
| 2002                            | Parsifal                                          | Wagner                                            | Peter Stein                                       | idem                | –        |
| DIRECTION DE SIMON RATTLE       |                                                   |                                                   |                                                   |                     |          |
| 2003                            | Fidelio                                           | Beethoven                                         | Nikolaus Lehnhoff                                 | Simon Rattle        | EMI      |
| 2004                            | Così fan tutte                                    | Mozart                                            | Karl-Ernst (de) et Ursel Herrmann                 | idem                | –        |
| 2005                            | Peter Grimes                                      | Britten                                           | Trevor Nunn                                       | idem                | –        |
| 2006                            | Pelléas et Mélisande                              | Debussy                                           | Stanislas Nordey                                  | idem                | –        |
| 2007                            | Das Rheingold                                     | Wagner                                            | Stéphane Braunschweig                             | idem                | –        |
| 2008                            | Die Walküre                                       | Wagner                                            | idem                                              | idem                | –        |
| 2009                            | Siegfried                                         | Wagner                                            | idem                                              | idem                | –        |
| 2010                            | Götterdämmerung                                   | Wagner                                            | idem                                              | idem                | –        |

## Sources